# آقاسی‌کندی
آقاسی‌کندی، روستایی از توابع بخش مرکزی شهرستان خوی در استان آذربایجان غربی ایران است.

## جمعیت
این روستا در دهستان فیرورق قرار دارد و براساس سرشماری مرکز آمار ایران در سال ۱۳۸۵، جمعیت آن زیر سه خانوار بوده‌است.